# قذافي فراج
قذافي فراج عبد العاطي (مواليد 20 أكتوبر 1971) والمعروف بإسم «سفاح الجيزة» هو قاتل متسلسل مصري، قتل 4 أشخاص في الفترة من 2015 حتى 2017. تخرج من كلية الحقوق ولم يعمل بالمحاماه، عمل بالتجارة والأعمال الحرة وكان يمتلك سلسلة مكتبات ومصنع للعب الأطفال.

## جرائمه

### الضحية الأولى
أول ضحية له كان صديقه رضا الذي يعمل مهندس في السعودية، والذي اعتاد أن يرسل مدخراته إلى قذافي لكي يسثتمرها باعتباره محل ثقة دون أن يعلم أن صديقه خدعه واستولى على تلك الأموال والممتلكات، بموجب توكيل رسمي أقنع رضا بتحريره، وفي عام 2015، عاد رضا فجأة من السعودية، وطالب قذافي بتصفية الحسابات المالية، فأعد المتهم خطة لقتله، حيث دعاه إلى تناول العشاء في منزله بمحافظة الجيزة فوضع له سم في طبق كشري وليتأكد من موته ضربه على رأسه بأداة حديدية دون توقف، وخلال دقائق لفظ أنفاسه الأخيرة. وقام قذافي بدفن رضا في حفرة عمقها مترين داخل إحدى غرف منزله، كان قد أعدها قبل أيام من القتل ضمن خطته للتخلص من الجثة ولكي يضلل أسرة القتيل، أرسل رسالة من الهاتف المحمول الخاص بالضحية إلى زوجته، مفادها أن الشرطة ألقت القبض عليه من دون تفاصيل أخرى.

### الضحية الثانية
ثاني ضحاياه كانت زوجته فاطمة التي استولت على 400 ألف جنيه من أمواله، وبعد محاولات لإعادة الود بين الزوجين، رفضت إعطائه الأموال. استشاط قذافي غضبا من أفعال زوجته وأعد حفرة مشابهة لتلك التي دفن بها صديقه، وبعد أيام من واقعة القتل الأولى، قام بقتل زوجته، ثم دفنها في حفرة داخل غرفة أخرى، وبجوارها مصوغات خاصة بها، بغرض تأكيد أن المال لا قيمة له، بحسب اعترافاته في تحقيقات النيابة.

### الضحية الثالثة
قام بقتل نادين وهي فتاة تعمل في إحدى المكتبات التي استولى عليها من الصديق رضا بناء على التوكيل العام الذي حصل عليه منه، وكانت تقف عائقا أمام زواجه من شقيقتها، وهددته بفضح أمره أمام أسرتها ما لم يتوقف عن مخططه للزواج من شقيقتها، فقام بإستدراجها لمنزله وقتلها بنفس الطريقة ودفن جثمانها بجوار جثمان صديقه وزوجته السابقة. ثم أوهم أسرة نادين أن إبنتهم على علاقة بمخرج سينمائي، وأنها تهوى الفن والتمثيل، وهربت إلى إحدى الدول العربية، ما دفع الأسرة للتكتم على الأمر حتى لم يتم تحرير محضر بتغيب إبنتهم. في غضون ذلك انتحل قذافي صفة ضحيته الأولى المهندس رضا، وباع كل أملاكه وعقاراته التي استولى عليها وتوجه إلى الإسكندرية، وهناك واصل ارتكاب جرائمه.

### الضحية الرابعة
بعد سفره لمدينة الإسكندرية تعرف على ضحيته الأخيرة ياسمين نصر إبراهيم حيث قام بخنقها و ذلك عقب اكتشافها عملية النصب والاحتيال التي تعرّضت لها من قبله بعد أن اشترك مع خطيبها في بيع شقة تملكها والحصول على مبلغها وقاموا بتقسيم المبلغ بينهم دون إعطائها الأموال، وأقدم المتهم على التخلص من الضحية من خلال استدراجها إلى مخزن بمنطقة العصافرة وخنقها حتى فارقت الحياة وقام بدفنها داخل إحدى الغرف في المخزن، وذلك للتخلص من تهديها له بتقديم بلاغ بعملية النصب التي تعرّضت لها إذا لم يرد أموالها.

## القبض عليه
قُبض على قذافي نتيجة شريط لإحدى كاميرات المراقبة وهو يقوم بسرقة محل ذهب يمتلكه والد زوجته الخامسة، وهي طبيبة صيدلانية، وكشف الفيديو أن الأسرة تعرفت على المتهم وأبلغوا الشرطة، ليتم إلقاء القبض عليه. وفي نفس الوقت كانت أسرة رضا لم تتوقف عن السؤال عنه وكلفت محامي للبحث عنه ووصلت معلومة لمحامي الأسرة بصدور حكم قضائي صدر ضد المهندس رضا، وعندما ذهبت الأسرة لمقابلته في سجن الاستئناف بالإسكندرية اتضح أن لم تكت هناك ادله كافيه، وتم اطلاق سراحه وهناك اخبار تقول ذهب الى مملكه البحرين بسبب انه حماة خاله بحرينيه الاصل ، ولكن في عام ٢٠٢٢ اتضح أنه قتل شخص والحكومه المصريه عرضت خبر بانه قاتل ويجب التنبيه منه .الشخص المحبوس باسم المهندس رضا، هو قذافي فراج فتقدمت أسرة المهندس ببلاغ للنائب العام للتحقيق، وفتح التحقيق من جديد في بلاغ التغيب الخاص بالمهندس رضا، وبمواجهة القذافي، بجميع المعلومات اعترف بكافة الجرائم التي ارتكبها.